# Fresh A!r: Breathe !t
Fresh A!r: Breathe !t è il primo mixtape ufficiale dell'artista Jay Park, pubblicato il 16 maggio 2012 come download gratuito in molti siti, come SoundCloud, DatPiff, il sito ufficiale dell'artista, Facebook, Mediafire, Twitter e il suo canale Youtube.

## Il nastro
La pubblicazione di un mixtape è stata annunciata da Jay Park il 26 aprile del 2012, con la ulteriore informazione che i brani contenuti sarebbero stati presentati in occasione del Verizion APAHM Tour e avvertendo che alcune tracce sarebbero state non adatte ai minori. Successivamente Park è apparso sul suo canale YouTube annunciando il titolo del lavoro, Fresh A!r: Breathe !t, e i tempi della pubblicazione nel giro di qualche settimana.
Il mixtape è stato prodotto da Cha Cha Malone e LODEF, in precedenza collaboratori di Park. Malone ha contribuito alla traccia Hopeless Love, prodotta da LODEF, mentre il rapper americano-coreano Dumbfoundead ha collaborato in You Know How We Do. Park e Dumbfoundead avevano già in precedenza lavorato insieme in Clouds, con la cantante statunitense-coreana Clara Chung. Il pezzo principale del mixtape è BODY2BODY.

## Le tracce
| Titolo             | Autore                   | Produttore     | Lunghezza |
| ------------------ | ------------------------ | -------------- | --------- |
| You Know How We Do | Jay Park, Dumbfoundead   | LODEF          | 2:37      |
| BODY2BODY          | Jay Park                 | Cha Cha Malone | 3:15      |
| Do What We Do      | Jay Park                 | Cha Cha Malone | 4:02      |
| Be with Me 2Night  | Jay Park                 | Cha Cha Malone | 4:19      |
| William Hung       | Jay Park                 | LODEF          | 3:34      |
| Hopeless Love      | Jay Park, Cha Cha Malone | LODEF          | 2:10      |